# Ласло Чех (фудбалер)
Ласло Чех (мађ. Cseh László, Будимпешта, 4. април 1910 — Будимпешта, 8. јануар 1950), био је мађарски фудбалер, репрезентативац. Између осталих клубова играо је и за МТК Хунгариа ФК. У спортској штампи је био познат као Ласло II Чех. Био је члан Машарске репрезентације и учесник финала на Светском првенству 1938. године. У сезони 1936/37, постао је најбољи стрелац Европе (незванично) са 36 голова.

## Каријера
Његова каријера у Трећем округу ТВЕ је трајала од 1926. до 1928. године, где је одиграо 50 утакмица и постигао 36 голова, а затим је наставио у БСЕ у периоду од 1929. до 1931. године. Своје велике успехе, двоструки шампион Мађарске и једнократни освајач Купа Мађарске, остварио је у бојама МТК  у периоду од 1931. до 1940. године. За то време је постигао 197 голова на 184 меча. Два пута је био најбољи стрелац, а у сезони 1935/36 добио је и титулу играча године. У сезони 1936/37. је постао незванично најбољи стрелац Европе са 36 голова. „Маћи” је био изузетно талентован појединац мађарског фудбала. Био је прави уметник округле кожне лопте. Његову игру одликовала је савршена техника, сјајна интелигенција игре, вештине управљања, духовити потези богати идејама и „страшна” голгетерска моћ. Несвесно је уживао како са једним или два неочекивана потеза око себе ствара изненађујуће ситуације, изазивајући пометњу у редовима противника.
Касније је годину дана провео у тимовима Кишпешта, Сегедина и Гаме.

## Репрезентација
Између 1932. и 1939. био је репрезентативац 34 пута и за то време је постигао 15 голова. Био је репрезентативац Мађарске који је освојио друго место на Светском првенству 1938. године, али није наступио на Светском првенству.

## Тренер
Године 1946. постао је тренер Капошварског МТЕ.  Године 1949. постављен је за СЕ тренера Фасока.

## Успеси
- Мађарско првенство
  - шампион: 1935/36, 1936/37
  - 2.: 1932/33
  - 3.: 1931/32, 1934/35, 1937/38, 1938/39
  - најбољи стрелац првенства: 1934/35 (23. гола), 1936/37 (36. голова)
- Мађарски куп
  - освајач: 1932.